# HiPac
HiPac (estilizado como HIPAC) es formato de cartucho de cinta de audio introducido en agosto de 1971 en el mercado de consumo japonés por Pioneer y se suspendió en 1973 debido a la falta de demanda. En 1972, solo logró una participación de mercado del 3% en el equipamiento de automóviles nuevos. A mediados de la década de 1970, el formato se reutilizó como un juguete educativo para niños llamado ポンキー (Ponkey?); también se usó en el «Melos Echo Chamber», un efecto de sonido analógico delay.

## Cartucho
HiPac es un sucesor del cartucho PlayTape con licencia de Toshiba. Con 70 × 85 × 12 mm, tenía dimensiones similares, lo que lo pone más cerca del casete compacto que otros cartucho que contienen la cinta de bucle sin fin de Bernard Cousino. Dependiendo de la longitud de la cinta, el peso es de aproximadamente 50 g; se utilizó la cinta magnética de cuatro pistas más ancha del casete compacto, con 3,81 mm. Las cuatro pistas de audio están separadas en dos pistas estéreo. La segunda pista estéreo se graba en la misma dirección que la primera, a diferencia del casete compacto. Hay dos velocidades de cinta especificadas: 60 minutos a 4,8 cm/s, y 30 minutos a 9,5 cm/s.

## HiPac Council
Además de Pioneer, participaron las siguientes empresas.
- Apollon Music Industry (Apron Ongaku Kōgyō, desde 2010 Bandai Music Entertainment)
- Clarion
- Kodansha
- Sharp Corporation
- Tokyo Shibaura Electric (Toshiba)
- Toshiba Music Industry (EMI Music Japan)
- Nippon Columbia
- Hitachi, Ltd.
- Mitsui Bussan electrodomésticos